# 2-nitrotolueen
2-nitrotolueen of o-nitrotolueen is een aromatische verbinding met een nitro-groep (-NO2) en een methylgroep (-CH3) als substituenten op twee naast elkaar gelegen koolstofatomen in een benzeenring. Het is een van de drie isomeren van nitrotolueen; de andere twee zijn 3-nitrotolueen of m-nitrotolueen en 4-nitrotolueen of p-nitrotolueen.

## Synthese
De aromatische nitrering van tolueen met salpeterzuur in een mengsel met zwavelzuur levert een mengsel op van de drie nitrotolueenisomeren, dat voor ca. 60-65% uit 2- of ortho-nitrotolueen en 30-35% uit 4- of para-nitrotolueen bestaat en slechts voor ca. 5% uit 3- of meta-nitrotolueen:
De isomeren kunnen van elkaar gescheiden worden door kristallisatie, omdat de smeltpunten vrij ver uit elkaar liggen. Een andere scheidingsmogelijkheid is de selectieve adsorptie op een geschikte zeoliet. Risico voor de vorming van 2,4-dinitrotolueen is er onder deze reactieomstandigheden nauwelijks. Daarvoor is rokend zwavelzuur nodig.

## Toepassingen
2-nitrotolueen is een intermediair product voor de synthese van andere verbindingen, voornamelijk o-toluïdine en 2,4-dinitrotolueen, die gebruikt worden voor de productie van onder andere landbouwchemicaliën (bijvoorbeeld het pesticide metolachlor), rubberchemicaliën, explosieven (TNT), kleurstoffen en pigmenten.

## Toxicologie en veiligheid
2-nitrotolueen is irriterend voor de ogen. De stof kan effecten hebben op het bloed, met als gevolg de vorming van methemoglobine. De effecten kunnen met vertraging optreden.
Bij ratten en muizen is de stof kankerverwekkend en mutageen gebleken. Bij mannelijke ratten is ook schade aan de testikels en verminderde spermaproductie vastgesteld. Voor de mens is de stof daarom ingedeeld als mogelijk kankerverwekkend (categorie 2), mogelijk mutageen (categorie 2) en giftig voor de voortplanting (categorie 3: mogelijk gevaar voor verminderde vruchtbaarheid).
2-nitrotolueen is een opmerkelijke verbinding ten aanzien van het Kerreffect.